# Epilichas atricolor
Epilichas atricolor is een keversoort uit de familie Ptilodactylidae. De wetenschappelijke naam van de soort is voor het eerst geldig gepubliceerd in 1895 door Lewis.